# 전광훈
전광훈(全光焄, 1956년 5월 8일~)은 '이단성 있음' 판정을 받은 개신교 목사이자 극우 유튜버, 정치인이다. 자신이 만든 교단인 대한예수교장로회(대신복원)의 담임목사를 지냈으며, 고문을 맡고 있다. 극우 성향의 유튜브 채널, '전광훈TV Pastor Jun TV'을 운영하는 유튜버이자 자유통일당 초대 당대표이기도 하였다.
정치적으로는 뉴라이트 성향을 보이고 있다. 또한 광화문에서 개최한 보수단체 집회에서 박정희의 유신헌법에서 처음으로 창작된 자유 뒤에 민주주의가 붙는 자유민주를 거론하면서 "이승만이 대한민국을 건국할 때 4대 정신으로 건국했으며 그것은 자유민주주의, 자유시장경제, 한미동맹, 기독교입국론이다. 그리고 박정희의 정신은 첫째, 목표를 세우라. 둘째, 사람을 찾으라. 셋째, 기한을 정하라. 넷째, 무모한 도전을 하라."고 말하였으며 공개적으로 "하나님, 꼼작 마. 하나님! 하나님 까불면 나한테 죽어."라는 발언을 하였다. 황교안 자유한국당 대표에 대해 차기 대통령감이라고 밝힌 전광훈은 기독자유당 후원회장으로 총선에서 비례대표 투표를 호소하고 있으며 범국민투쟁본부 의장으로 문재인 퇴진 집회에 앞장섰었다. 2020년 4월 15일 총선을 앞두고 김문수 전 경기도지사가 창당한 자유대연합이라는 신당의 후원자이기도 하다. 공직선거법 위반으로 집행유예 선고를 받은 전광훈은 2019년 8월 15일 광화문 집회에서 자유한국당 지지를 촉구한 사전선거운동 등으로 구속되어 보석 상태에서 재판을 진행하고 있다. 그러나 코로나19 자가격리 통보를 받은 채 시위를 진행하다가 논란이 되었다. 결국 보석 조건 위반으로 인해 재판부 직권으로 보석이 취소되고 보석금 3,000만 원이 몰수되었다.

## 어린 시절
경상북도 의성군 출신으로, 쌍호국민학교와 광운전자공업고등학교를  대한신학교를 중퇴하고 당산동에 위치한 교육부 인가를 받지 못한 대한신학교 야간 학부를 졸업해 목사 자격증을 취득했다.

## 활동
1998년 청교도영성훈련원을 설립해 원장을 맡았다., 한국예수문화원 상임이사, 한국통일선교대학교 이사장, 청교도영성훈련원 원장, 한국기독교총연합회 회장을 역임했다. 제25대 한기총 대표회장에 당선되면서 "동성애, 이슬람, 차별금지법에 반대하고 종교인 과세 문제에 대해 원점에서 다시 검토해야 한다"며 기독교 입국론을 주장했다.
2005년 대구의 한 집회에서 "여신도가 나를 위해 속옷을 내리면 내 신자고 그렇지 않으면 내 교인이 아니다"라고 말했다. 2007년 대한민국 제17대 대통령 선거 당시에는 "이명박 장로를 찍지 않으면 생명책에서 지우겠다"는 등 발언을 했다.
2017년에 실시된 대한민국 제19대 대통령 선거 기간 도중에 자신을 지지하던 후보를 위해 "사전 선거운동을 했다"는 혐의로 1심에서 징역 10개월을 선고받고 구속된데 이어 앞서 2018년 초 한국기독교총연합회 대표회장을 뽑는 선거 과정에서 생긴 잡음과 갈등 때문에 내부에서 자신을 견제하던 최성규나 엄기호 등을 상대로 민·형사상의 소송이 진행 중이었고 큰 수술을 받아 간병인 도움 없이는 생활이 불가능하였던 전광훈은 〈하나님과 트럼프〉를 출판하는 일을 맡아 추천사에서 "동성애, 이슬람, 북한(조선민주주의인민공화국)의 핵 위협" 등의 문제가 있는 시점에 "하나님께서 도널드 트럼프를 미국 지도자로 세워 위에 열거된 위험 요소들을 하나씩 제거해 나갈 것"이라고 썼다.
2019년 3월 20일 황교안 자유한국당 대표를 만나 "자유한국당이 2020년에 실시될 대한민국 제21대 국회의원 선거에서 200석을 획득하면 이 나라를 바로 세우고, 제2의 건국을 할 수 있는 기반이 마련된다. 반대로 200석 획득에 실패하면 국가가 해체될 지 모른다는 위기감에 빠지게 된다."고 말한 이후에 "문재인은 북한의 간첩"이라며 대통령 하야 촉구 및 시국 선언을 발표한 직후 청와대 앞에서 기도회를 겸한 단식 농성에 돌입하였으나 각계에서 비판받으면서 한기총 임원회에서 사퇴를 요구받았다. 계속된 막말로 논란이 있자 한국기독교교회협의회는 2019년 6월 10일 전광훈에 대해 거짓 선지자로 규정하면서 행동을 반기독교적 행위라고 지적했으나 문재인 퇴진 집회 등에서 거친 발언을 계속하며 보수 우파 진영의 구원자라는 평가를 받은 전광훈은 2019년 12월 26일 청와대 앞 불법 집회를 주도한 혐의와 한기총 특별조사위원들이 고발한 횡령 혐의 등으로 구속영장이 청구되었으나 2020년 1월 2일 기각되었다. 북한의 대남 매체인 우리민족끼리에서는 전광훈 목사에 대한 특집기사를 보도하면서 "기독교 국가를 꿈꾸는 전광훈과 같은 목사들을 비판하는" 민중의 소리를 인용하여 시리즈로 보도한 바 있다. 개신교 시민단체인 평화나무(이사장 김용민)는 2020년 1월 8일 "전광훈이 소속돼 있던 '대한예수교장로회 대신'에서 목회자가 되려면 1980년대 4년제 대학 학력인정 학교인 각종학교 '대한신학교'를 나와야 했지만, 그가 대한신학교에서 공부한 흔적이 없다"라고 주장하면서 "한국기독교총연합회 대표회장 전광훈의 목사안수증이 진본인지 의심된다"며 경찰에 고발했으나 다음 날인 10일 한국기독교총연합회 제23대 대표회장에 전광훈이 단독 입후보했다. 서울혜화경찰서는 전광훈 측의 계좌를 분석하는 과정에서 2019년 초에 각 교단에서 "하나님으로부터 직접 계시를 받는다"거나 천국과 지옥을 경험하기 위해 입신(入神)과 방언(方言) 등을 해야 한다"고 강조해 논란이 되어 2008년부터 이단으로 분류되었던 목사 변 모 씨에게 5억 원을 받은 정황이 포착돼 대가성 여부에 대해 수사중이다. 당시 한기총 윤리위원회와 실사위원회·이단사이비대책위원회가 내부 반발을 묵살하고 1주일 만에 "이단성이 없다"고 결론 내리면서 교계에 논란이 일었으나 3개월 후 광화문 집회에서 해당 목사에 대해 "이단이 아닌 참단(교회)이었다"며 "앞으로 내가 할 일의 90%를 대신할 것"이라고 말했다.
한편, 개그맨 서세원을 목사의 길로 인도했으며 이 탓인지 서세원의 네 번째 영화 연출작이 될 뻔한 《건국대통령 이승만》 영화 제작 추진위원회장이 되었으나 서세원이 불미스러운 일로 인해 감독직에서 물러나면서 영화 제작이 무산되었다.
2015년 9월 예장 대신(3000교회) 총회장이었던 전광훈 목사는 예장 백석총회(4000교회)와 통합을 선언한다. 그러나 통합 반대파들에게 소송을 당하여 결국 2017년 6월 1심에서 무효처리가 되고 2018년 7월 3일 항소심에서도 무효처리가 확정이 된다. 예장 백석과 합류하였던 대신 측 600교회는 예장 대신(수호) 측 과 합류하여 예장 대신이라고 하였고, 2019년 9월 예장 백석과 합류에 찬성하였던 대신 측 교회들과 백석 측이 합친 500여교회가 모여 예장 백석 대신을 창설하였고, 그 후 2019년 10월 19일 전광훈 목사는 예장대신(복원) 교단을 창설한다.
2019년 8월 30일, 대한예수교장로회 백석대신 총회는 서울동노회를 탈퇴신고를 하지 않고 있었던 전광훈 목사를 교단 헌법 권징 제 1장 제 3조 1~11항, 책벌 6조 2항에 의거하여 본 교단에서 면직 및 제명하고 말았다.거기에 전광훈 목사는 이미 교단 통합이 무효가 되었는데 망신주기의 일환이라며 반발하였다. 그 후 2020년 4월 27일 백석대신 총회(장종현 총회장)는 서울 서초구 총회회관에서 실행위원회를 개최하고 지난 41회기 징계자와 재판에 불복해 탈퇴한 목회자 모두에게 사면 및 복권 결정을 내려 전광훈 목사는 백석대신 총회 측에서 복권되었다.
2017년 19대 대선 당시 장성민 국민대통합당 후보를 지지했으나 이후 홍준표로 지지 후보를 바꾸었다. 장성민을 지지하는 내용의 단체 메시지를 전달했다가 공직선거법과 정치자금법을 위반한 혐의로 2018년 5월 5일 구속되었으며, 공직선거법에 대해 유죄로 확정받아 징역 6개월에 집행유예 2년을 선고받았다.

### 2020년
2020년 코로나19 범유행  당시 서울특별시가 집회를 금지했지만 광화문 일대에서 태극기 집회를 열었다.  집회에서 특정 정당에 대한 지지를 호소한 것에 대해 공직선거법 위반으로 구속되었으나 4월 20일 법원의 보석허가로 풀려났다. 이후 사랑제일교회에서 확진자가 발생했으며, 광복절인 8월 15일 광화문에서 여러 보수단체들과 함께 집회를 열었으며 17일 코로나 확진 판정을 받았다. 위법한 집회에 참가하지 않는다는 조건을 어겼다는 이유로 보석이 취소되었다. 2021년 8월 6일 서울중앙지방검찰청으로부터 집회 및 시위에 관한 법률과 감염병예방법을 위반한 혐의로 기소되었으며, 서울중앙지방법원은 2023년 2월 15일 징역 1년6개월에 집행유예 3년, 벌금 450만원을 선고했다.

## 저서
- 《이승만의 분노》 2016.03.17. 퓨리탄
- 《전광훈 목사의 옥중서신》 2020.06.10. 하임

## 같이 보기
- 사랑제일교회
- 대한예수교장로회대신복원총회
- 코로나바이러스감염증-19
- 대한민국의 코로나19 범유행
- 반공주의
- 개신교 극우
- 신혜식
- 김문수
- 김진홍
- 김홍도
- 김동길